# Salix eriocarpa
Salix eriocarpa är en videväxtart som beskrevs av Adrien René Franchet och Sav.. Salix eriocarpa ingår i släktet viden, och familjen videväxter. Inga underarter finns listade i Catalogue of Life.

## Bildgalleri

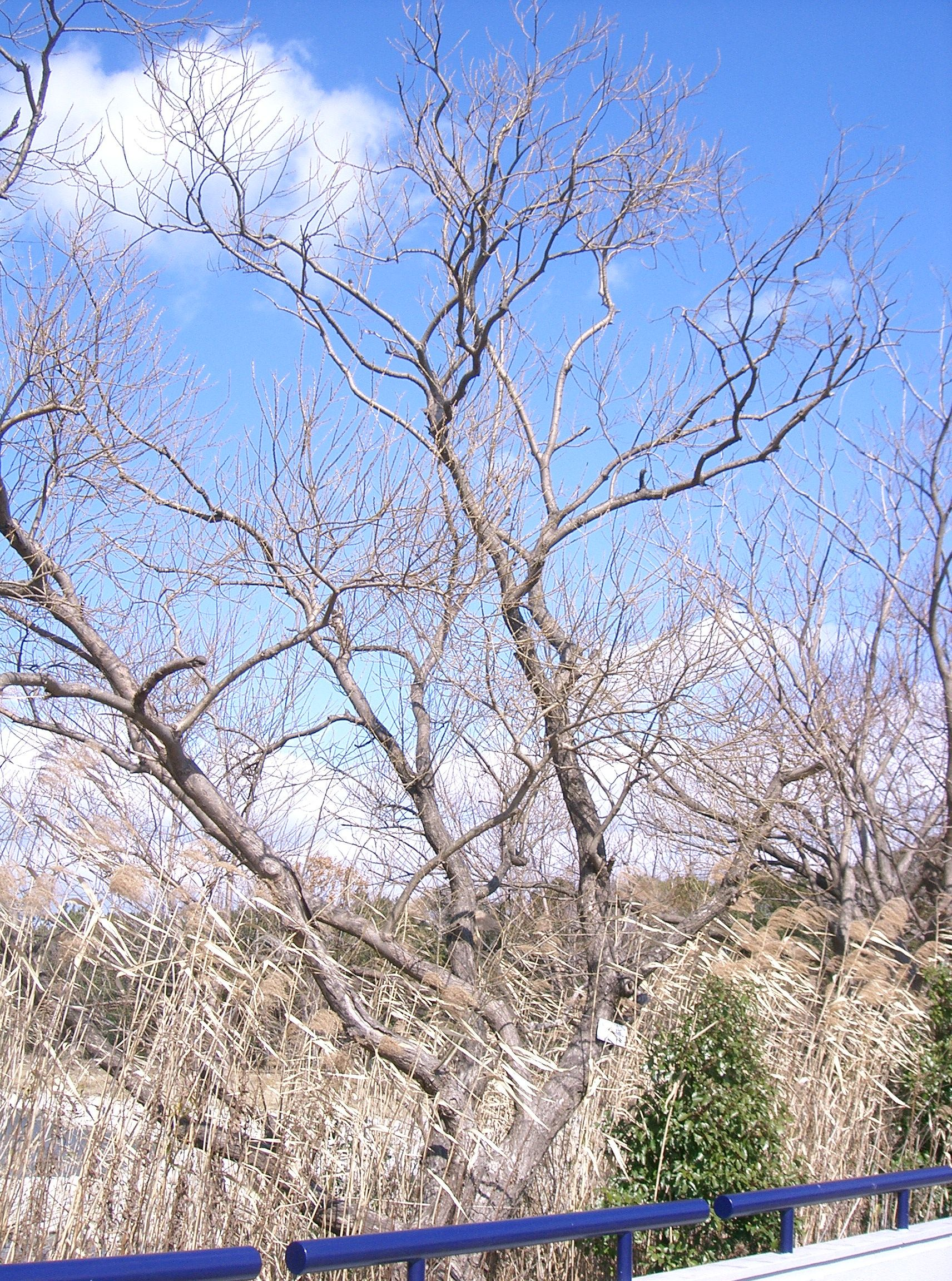
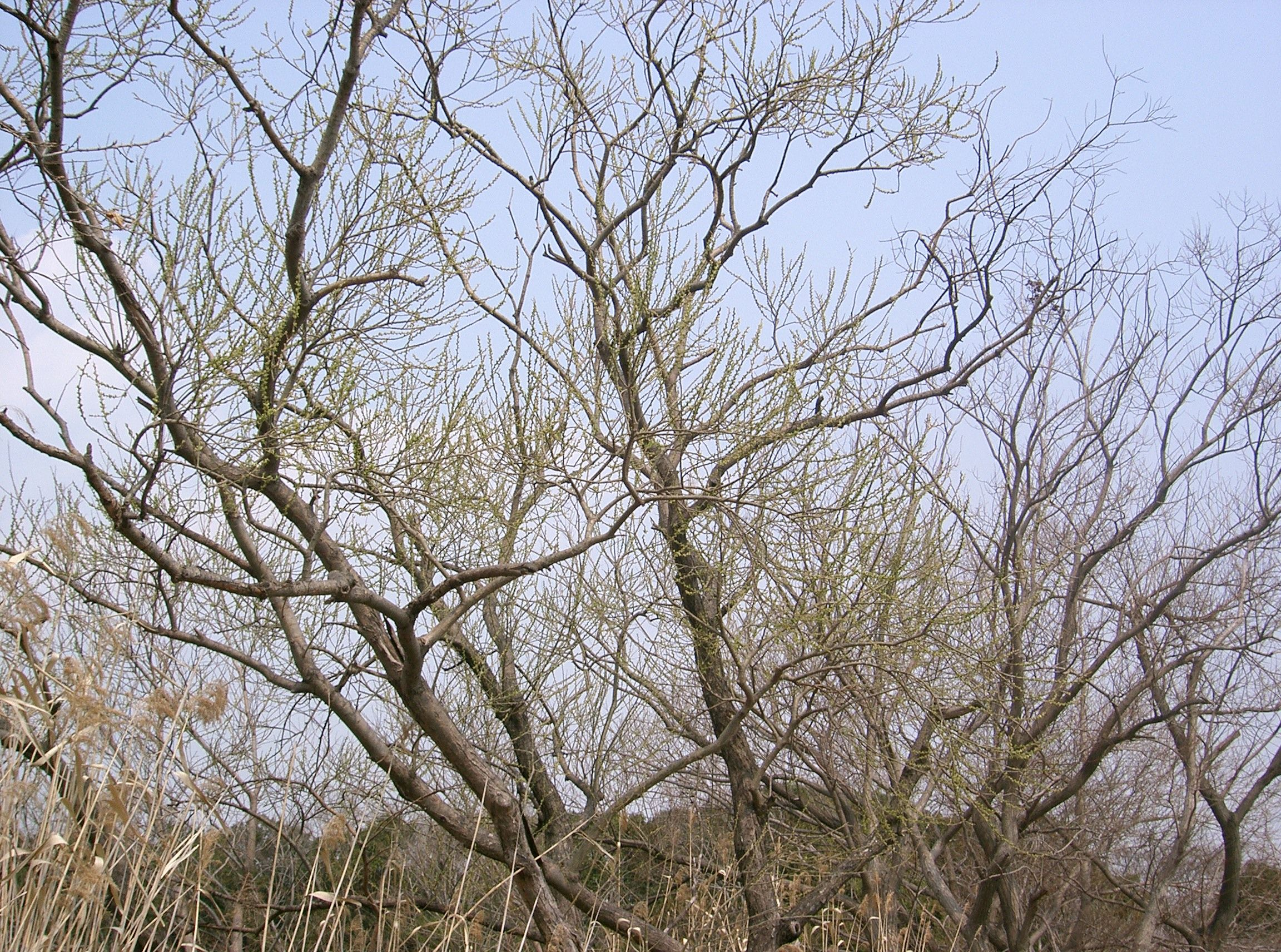
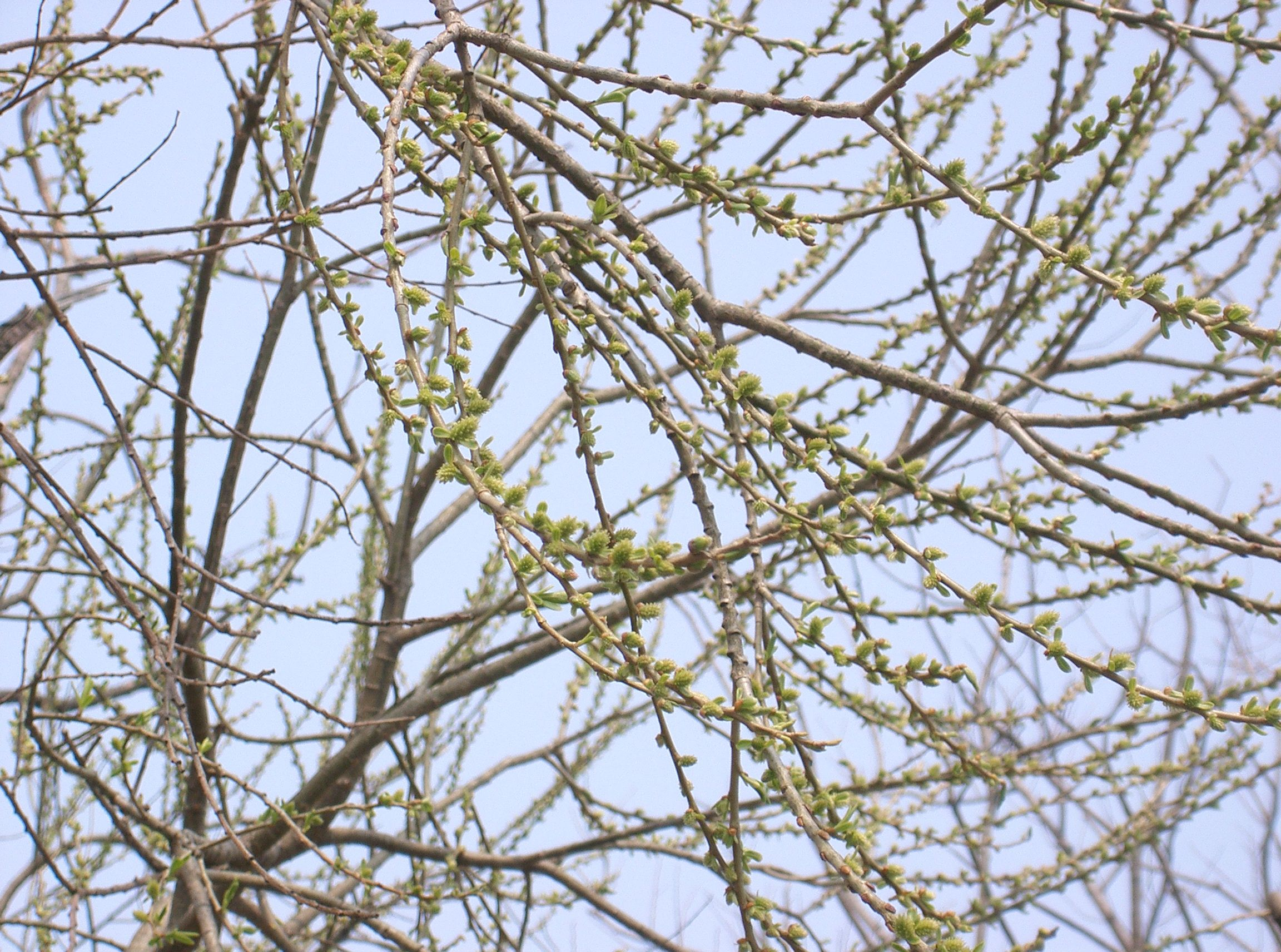